# Navamorales
Navamorales es un municipio y localidad española de la provincia de Salamanca, en la comunidad autónoma de Castilla y León. Se integra dentro de la comarca de Guijuelo y la subcomarca del Alto Tormes. Pertenece al partido judicial de Béjar.
Su término municipal está formado por un solo núcleo de población, ocupa una superficie total de 17,53 km² y según los datos demográficos recogidos en el padrón municipal elaborado por el INE en el año 2017, cuenta con una población de 64 habitantes.
Lo recorren el río Corneja y el río Tormes, desembocando el primero en este. Pertenece a la Comarca natural del Alto Tormes y limita con Puente del Congosto (junto a Bercimuelle, en la actualidad pedanía de este), Valdemolinos, Villar de Corneja, Santa María del Berrocal, La Horcajada y El Tejado.

## Historia

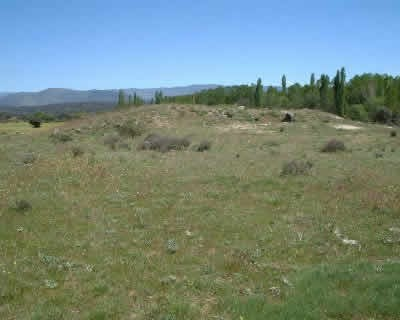
Dolmen de El Torrión.

### Prehistoria
En el municipio se documenta poblamiento desde la prehistoria, con algunos hallazgos de material lítico hipotéticamente paleolítico.
Existe un dolmen de cronología neolítica.  Se han documentado materiales tipo Cogotas y cerámica campaniforme tipo marítimo.
Existe un yacimiento calcolítico y otro de la Edad del Bronce investigados en prospeciones llevadas a cabo durante el año 1998.

### Época romana
En el momento de la conquista romana la zona estaba ocupada por los vettones. Existe también un poblamiento tardorromano, con un pequeño núcleo en el que se documentaron hallazgos de Terra Sigilata Hispánica y hallazgos numismáticos que se podrían ubicar en el siglo IV d. C. Es posible que existiera también un poblamiento de época visigoda, aunque no está suficientemente documentado.

### Edad Media
Respecto al período islámico no existe apenas información. Solo se ha hallado una moneda árabe de cronología muy posterior ya que es del siglo XIX. Sí parece que habría ciertos topónimos que se podrían remitir a este periodo.

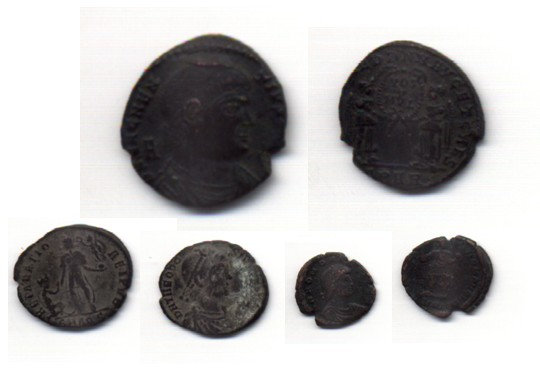
Monedas romanas.

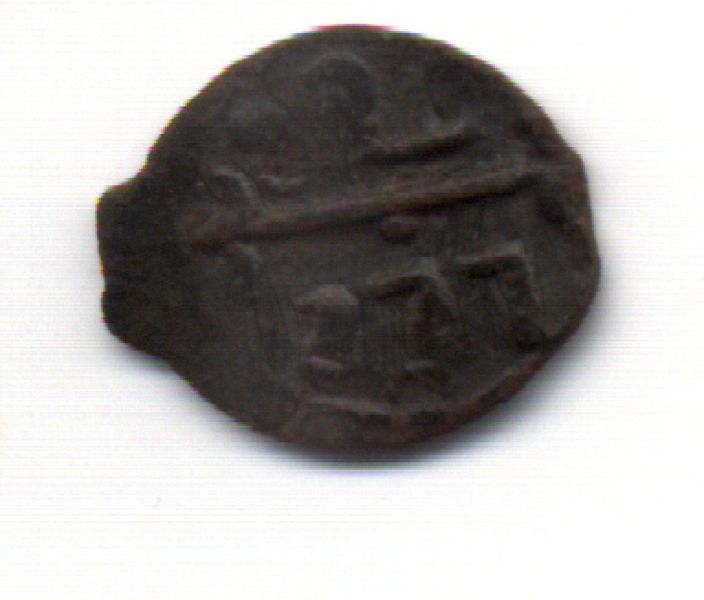
Felus marroquí del sultán Mohamed IV del año 1860 (1277 de la Hegira) encontrado en Navamorales.

Existieron dos núcleos de población (Las Casillas y Las Berrocosas)  que habría existido entre fines de la Baja Edad Media e inicios del siglo XIX, además de la ermita de las Santas Justa y Rufina (cuyas tallas pueden observarse hoy día en la iglesia parroquial) que el concejo decide trasladar de su ubicación original (la zona que recibe actualmente el topónimo) al solar del actual cementerio. Dicha decisión se toma en 1695 y la obra estaría terminada en torno a 1743, como consta en la documentación del archivo municipal.
Alfonso VII (1105-1157), rey de Castilla y de León, a su muerte separó los dos reinos y al establecer los límites entre ellos en la frontera (en la llamada entonces Extremadura de Extrema Durii = "más allá del Duero"), concedió a Castilla la zona de la sierra de Béjar hasta la calzada de Quinea o de la Plata. Esta zona de la sierra de Béjar, donde se encuentra Navamorales, pasó a pertenecer a Castilla, formando parte del concejo de Ávila, que se encargará de la repoblación de la comarca y también de su cabecera, Béjar, repoblación llevada a cabo por castellanos, principalmente por gentes procedentes del alfoz abulense.
Existen diferentes versiones de tipo "legendario" sobre los orígenes del municipio. La más extendida habla de la unificación de varios núcleos más pequeños que corresponderían a los lugares mencionados previamente. Sin embargo, por no haber existido coetáneamente esa versión queda descartada. Probablemente los orígenes del municipio se deberían ubicar, como pronto, en los procesos de Repoblación derivados de la Reconquista y, seguramente, en momentos más tardíos en torno al siglo XV d. C.
En lo relativo a la repoblación, Navamorales parece que es un caso peculiar. Parece que en los primeros años de la repoblación esta zona del Alto Tormes, al estar más cercana a la sierra era un lugar peligroso, inseguro. Los habitantes autóctonos buscaron refugio en las sierras para no someterse al poder cristiano, criando ganado y asaltando poblaciones cristianas. Por ello, Alfonso VII en 1140 mandó quemar la sierra en una extensión de 70 km.
Esos pobladores abandonaron sus lugares y se asentaron en los terrenos llanos en convivencia con los colonos repobladores recién llegados; esta sería la hipótesis del medievalista Ángel Barrios.
Otra hipótesis, siguiendo a José María Mínguez podría indicar que con el deterioro de la situación de los mozárabes a finales del siglo IX algunos emigrarían hacia el Norte, hacia zonas bajo control cristiano de manera que contribuirían a la colonización del territorio leonés y en otros casos en " tierra de nadie" como sería el caso del área del actual Navamorales. En este sentido J.Mª Mínguez cita topónimos de esta zona de la sierra salmantina como Medinilla, Navamorisca...
El topónimo Navamorales indicaría precisamente esto, un origen morisco, "moro" (al igual que Bercimuelle, Medinilla y Navamorisca). "Nava", según la real academia es una palabra de origen prerromano que significa "tierra sin árboles y llana, a veces pantanosa, situada generalmente entre montañas".

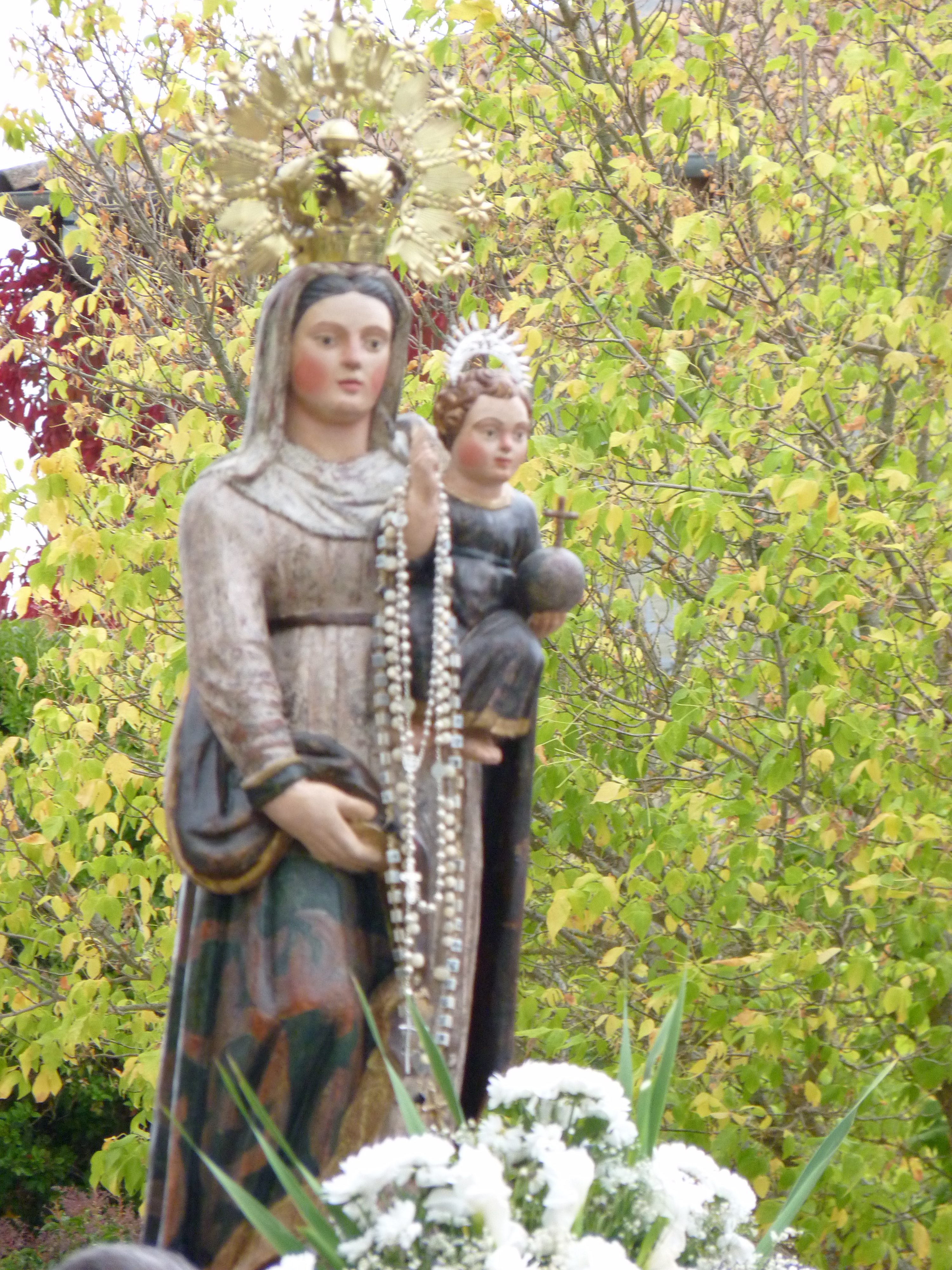
Virgen del Rosario, de la segunda mitad del. Autor desconocido

### Edad Moderna y Contemporánea
Es posible, aunque no lo sabemos, que los pobladores de la entonces aldea de Navamorales conservasen algún tiempo sus creencias y costumbres. De cualquier forma, en el siglo XV (tras tres siglos) ya estaban completamente integrados y formaban parte de la unidad jurídico-administrativa del resto de la Villa y Tierra de La Puente del Congosto.
Algunas de las primeras noticias documentadas con que contamos son los documentos eclesiásticos de la diócesis de Ávila y de la parroquia de Puente del Congosto. La iglesia de Nuestra señora de la Natividad se terminó de construir, en su primera fase en el año 1506. Dicha parroquia era dependiente de la iglesia matriz de Puente del Congosto y la patrona actual es la Virgen del Rosario, aunque hasta inicios del siglo XX lo fue la Virgen de la Natividad. Esta última es titular del templo y copatrona de la localidad. Tras su restauración en 2016 su imagen ha sido repuesta en el altar mayor, para el que se esculpió expresamente en el siglo XVIII. La iglesia estaba ya acabada en 1507 en su primera fase, tal y como refleja un pleito sobre los diezmos de 1613 conservado en el Archivo Diocesano de Ávila y citado por Tomás Sánchez.
Navamorales dejó de formar parte de la provincia de Ávila para integrarse en la provincia de Salamanca tras pasar a formar parte de los territorios de los Duques de Alba a finales del siglo XVI, hecho gracias al cual Navamorales pasó a integrarse en el Reino de León, dependiendo desde entonces de Salamanca para el voto en Cortes. Hasta entonces había pertenecido a Ávila desde su reconquista y repoblación. Sin embargo, la creación de las actuales provincias en 1833 no hizo sino reafirmar el paso a territorio leonés de Navamorales acaecido dos siglos antes, quedando encuadrada la localidad en la provincia de Salamanca y la Región Leonesa.

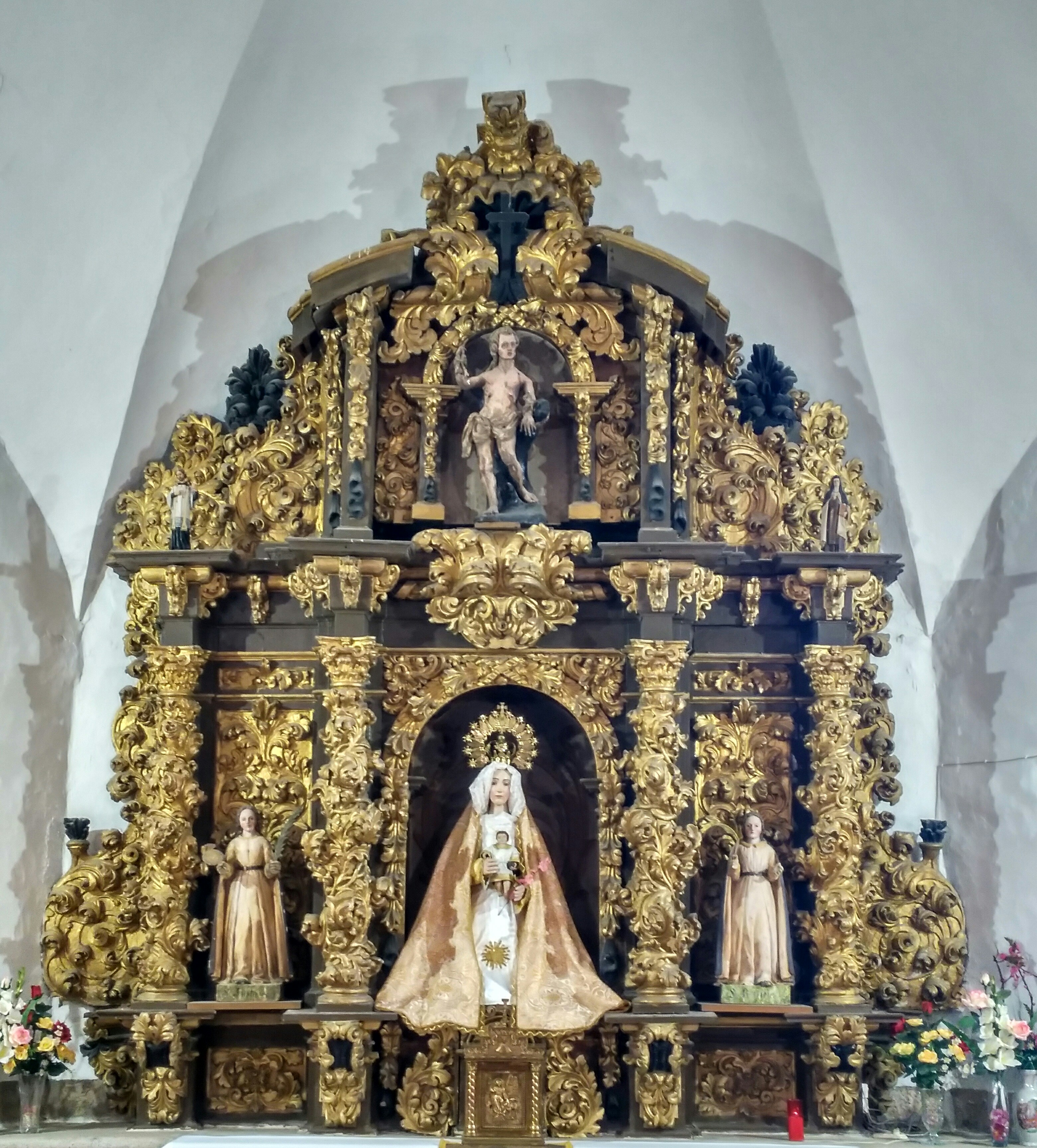
Retablo mayor de la iglesia de la Natividad de Navamorales (Salamanca, España). Obra de Lucas Barragán Ortega. 1730-32

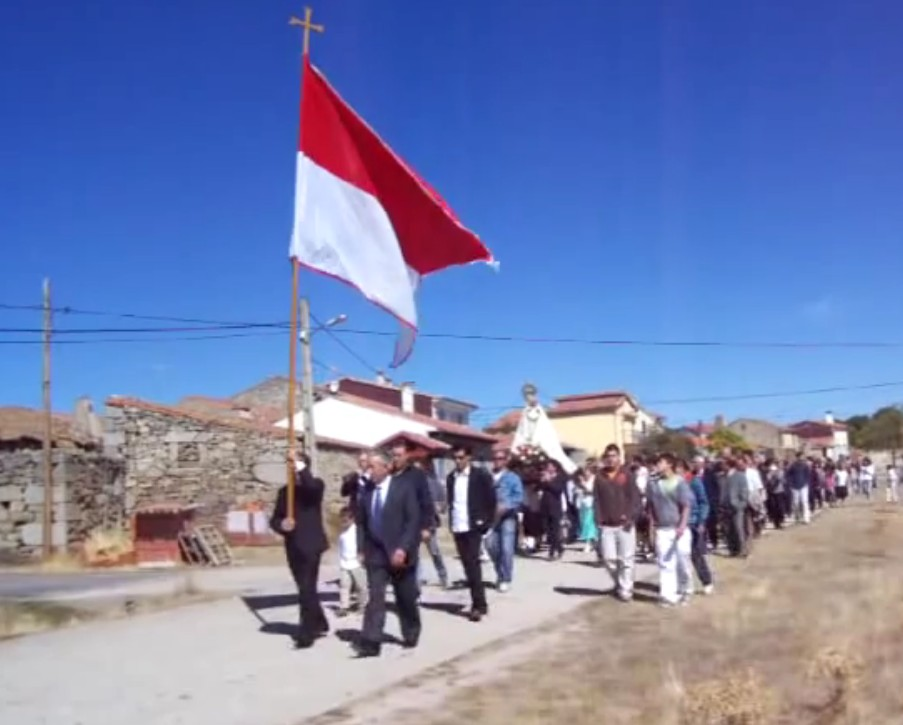
Pendón de Navamorales, 2008

Hay varias fuentes documentales interesantes para conocer la historia del municipio prácticamente desde su origen: unos excelentes y completos archivos municipales ( informatizados, restaurados y clasificados en los años 90 por la Diputación de Salamanca) y los archivos parroquiales.
Por otro lado también contamos con las informaciones del Catastro de Ensenada (1751) con abundantes informaciones sobre la población y actividades económicas.

## Geografía humana

### Demografía
Cuenta con una población de 44 habitantes (INE 2024).
| Gráfica de evolución demográfica de Navamorales entre 1842 y 2021                                                     |
| |
| Población de derecho según los censos de población del INE. Población de hecho según los censos de población del INE. |

## Cultura

### Fiestas
Las principales fiestas del municipio son las de la patrona, la Virgen del Rosario el primer fin de semana de octubre.
Sin embargo, tradicionalmente existieron muchas más fiestas que con el proceso de emigración rural y despoblamiento del municipio, además de los cambios en las actividades económicas tradicionales se han perdido.
Eran fiestas importantes también, al menos hasta mediados del siglo XIX, las de las Santas Justa y Rufina y las de la Novietela (una pequeña talla de la Virgen María que se conserva en el retablo de la Nave derecha de la parroquia en la actualidad).

### Tradiciones
Respecto a fiestas menos vinculadas a la religión católica existían la bendición de los panes o las cruces, una especie de pequeña romería destinada a bendecir las cosechas de la "hoja" en cultivo ese año. Por otro lado, estaban algunas como la Cachetía, por supuesto los carnavales o las de los quintos. En las de los Quintos se llevaba a cabo una práctica común en muchas zonas de la Meseta: correr los gallos. Los jóvenes quintos debían pasar bajo una cuerda horizontal colgada a cierta altura montando una caballería ( caballo, mulo, burro). De la cinta amarrados por sus patas, colgaban los gallo; los quintos, al pasar por debajo al galope, debían arrancar la cabeza de esos gallos. En los últimos años de esta práctica se sustituyeron los gallos por cintas de tela.
Como juegos populares de la localidad hubo/hay algunos como el Marro (sobre todo para niños), las tabas, La Calva (deporte) o una variante de la Lucha.Excepto la Calva, todos han prácticamente dejado de practicarse.

## Administración y política
| Partido político                         | 2019 | 2019  | 2019       | 2015  | 2015  | 2015       | 2011  | 2011  | 2011       | 2007  | 2007  | 2007       | 2003  | 2003  | 2003       |
| Partido político                         | %    | Votos | Concejales | %     | Votos | Concejales | %     | Votos | Concejales | %     | Votos | Concejales | %     | Votos | Concejales |
| Partido Popular (PP)                     | 100  | 33    | 3          | 97,30 | 36    | 3          | 88,00 | 44    | 3          | 87,32 | 62    | 5          | 80,22 | 73    | 4          |
| Partido Socialista Obrero Español (PSOE) | —    | —     | —          | —     | —     | —          | 6,00  | 3     | 0          | 5,63  | 4     | 0          | 38,46 | 35    | 1          |